# Монастир Успіння Пресвятої Богородиці (Тернопіль)
Монастир Успіння Пресвятої Богородиці в Тернополі (ЧНІ) — монастир Української греко-католицької церкви в м. Тернопіль.

## Історія
15 вересня 1931 року отці Редемптористи отримали в Тернополі храм і монастирський дім. Згодом храм розширили, і 7 липня 1936 року владика Миколай Чарнецький освятив оновлену церкву. Цей монастир був місійним центром, а отці Редемптористи проводили місії та реколекції.
Під час Другої світової війни монастир був зруйнований, а церква — пошкоджена. У серпні 1946 року радянська влада закрила монастир і церкву. У травні 1962 року зруйнували дзвіницю, а 19 листопада того ж року — монастирську церкву.
У серпні 1990 року на місці зруйнованого храму освятили хрест. Будівництво нової церкви на честь Успіння Пресвятої Богородиці розпочалося в 1991 році. 19 серпня 1993 року її освятив владика Михаїл Сабрига. Поряд із храмом у 1996 році збудували монастир.
У храмі зберігаються мощі блаженних священномучеників Миколая Чарнецького та Василія Величковського. Монастир має папське право.
При парафії діють:
- Вівтарна дружина і Марійська дружина.
- Молодіжна спільнота «Світло Марії».
- Спільнота «Матері в молитві».

На церковному подвір'ї встановлено хрест-розп'яття Ісуса Христа та фігуру Пресвятої Богородиці.

## Настоятелі
- о. Йосиф Де Вохт (1931—1933),
- о. Володимир Породко (1933—1939),
- о. Людвік Ванганзенвінкель (1939—1939),
- о. Михайло Перетятко (1939—1941),
- о. Василь Рудка (1940—1941),
- о. Іван Зятик (1941—1942),
- о. Василій Величковський (1942—1943),
- о. Маврикій Ван де Мале (1943—1944),
- о. Василій Величковський (1944—1945),
- о. Петро Козак (1945—1946),
- о. Михайло Шевчишин (1992—1996),
- о. Михайло Хрипа (1996—1996),
- о. Михайло Шевчишин (1996—2005),
- о. Мар'ян Ференц (2005—2008),
- о. Петро Мірчук (2008—2011),
- о. Олег Кашуба (з 2011, ігумен та адміністратор),
- о. Василь Оприско (сотрудник),
- о. Ярослав Марчак (сотрудник),
- о. Мирон Шевчук (сотрудник),
- о. Михаїл Шевчишин (сотрудник та місіонер).